# 福岡県道727号銀水停車場線
福岡県道727号銀水停車場線（ふくおかけんどう727ごう ぎんすいていしゃじょうせん）は、福岡県大牟田市を通る一般県道である。

## 概要
大牟田市大字草木のJR鹿児島本線 銀水駅前から国道208号に至る。全線で片側1車線が確保されている。

### 路線データ
- 起点：福岡県大牟田市大字草木（JR鹿児島本線 銀水駅前）
- 終点：福岡県大牟田市大字草木（銀水駅前交差点、国道208号交点）

## 地理

### 通過する自治体
- 大牟田市

### 交差する道路
| 交差する道路             | 交差する場所 | 交差する場所          |
| ------------------------ | ------------ | --------------------- |
| 国道208号 国道209号 重複 | 大字草木     | 銀水駅前交差点 / 終点 |

### 沿線
- JR九州鹿児島本線 銀水駅
- 福岡県立三池高等学校
- 大牟田青果

なお、かつては沿線に大牟田市役所銀水支所があったが、2005年（平成17年）に廃止された。